# 自転車競技法
自転車競技法（じてんしゃきょうぎほう、昭和23年8月1日法律第209号）は、日本において競輪の開催、競輪場、開催回数、入場料、勝者投票券、勝者投票法、払戻金に関する法律である。
ただし、詳細は関連する法律や省令（自転車競技法施行規則など）によって定めるものが多い。
主務官庁は経済産業省製造産業局産業機械課車両室だが、施行者の指定に関する事務のみ、総務省自治財政局地方債課が所管する。

## 自転車競技法で定められている事柄
- 都道府県及び人口、財政等を勘案して総務大臣が指定する市町村（以下「指定市町村」という。）は、自転車その他の機械の改良及び輸出の振興、機械工業の合理化並びに体育事業その他の公益の増進を目的とする事業の振興に寄与するとともに、地方財政の健全化を図るため、この法律により、自転車競走を行うことができる。（第1条第1項）
- 第1項に掲げる者（以下「競輪施行者」という。）以外の者は、勝者投票券（以下「車券」という。）その他これに類似するものを発売して、自転車競走を行つてはならない。（第1条第5項）
- 競輪の審判員、選手並びに競輪に使用する自転車の種類及び規格は、経済産業省令で定めるところにより、第23条第1項に規定する競輪振興法人（いわゆるJKA）により登録されたものでなければならない。また、必要に応じて登録を消除することができる。（第6条）
- 勝者投票券は10円単位で発売し、10枚（100円単位）以上を1枚として発売することができる。（第7条）
- 未成年者は、車券を購入し、又は譲り受けてはならない。（第7条の2）[1]
- 勝者投票法は単勝式、複勝式、連勝単式及び連勝複式並びに重勝式の5種とし、各勝者投票法における勝者の決定の方法並びに勝者投票法の種類の組合せ及び限定その他その実施の方法については、経済産業省令で定める。（第8条の2）[2]
- 競輪に関係する政府職員及び競輪施行者の職員、競輪振興法人及び競技実施法人（地区自転車競技会→日本自転車競技会→JKA競輪業務部）の役職員並びに選手、またはそれらを除く開催中の競輪において車券の発売等、競輪場内の整理及び警備その他競輪の事務に従う者は競輪の車券を購入してはならない。（第10条）